# Campeonato Juvenil de la AFC 2000
El Campeonato Juvenil de la AFC 2000 se jugó del 12 al 26 de noviembre en Terán, Irán y contó con la participación de 10 selecciones juveniles de Asia que disputaron una fase previa para clasificar al torneo.
Irak venció en la final a Japón para ganar el título por quinta ocasión.

## Sede
| Teherán | Teherán                                    |
| ------- | ------------------------------------------ |
| Teherán | Estadio Shahid Shiroudi (Estadio Amjadieh) |
| Teherán | Capacidad: 30,000                          |
| Teherán |                                            |

## Participantes
| - Irán (anfitrión) - China - Irak - Japón - Corea del Sur | - Kuwait - Omán - Pakistán - Tailandia - Emiratos Árabes Unidos |

## Fase de grupos

### Grupo A
| País      | Pts | J | G | E | P | GF | GC | GD |
| --------- | --- | - | - | - | - | -- | -- | -- |
| Irán      | 12  | 4 | 4 | 0 | 0 | 11 | 4  | +7 |
| Japón     | 7   | 4 | 2 | 1 | 1 | 12 | 6  | +6 |
| Kuwait    | 6   | 4 | 2 | 0 | 2 | 8  | 8  | ±0 |
| Omán      | 2   | 4 | 0 | 2 | 2 | 2  | 6  | -4 |
| Tailandia | 1   | 4 | 0 | 1 | 3 | 4  | 13 | -9 |

| Equipo 1  | Resultado | Equipo 2  |
| --------- | --------- | --------- |
| Irán      | 2-1       | Tailandia |
| Omán      | 0-1       | Kuwait    |
| Kuwait    | 2-3       | Irán      |
| Japón     | 6-1       | Tailandia |
| Omán      | 2-2       | Japón     |
| Tailandia | 2-5       | Kuwait    |
| Kuwait    | 0-3       | Japón     |
| Omán      | 0-3       | Irán      |
| Tailandia | 0-0       | Omán      |
| Irán      | 3-1       | Japón     |

### Grupo B
| País                   | Pts | J | G | E | P | GF | GC | GD  |
| ---------------------- | --- | - | - | - | - | -- | -- | --- |
| China                  | 10  | 4 | 3 | 1 | 0 | 5  | 1  | +4  |
| Irak                   | 8   | 4 | 2 | 2 | 0 | 9  | 2  | +7  |
| Corea del Sur          | 7   | 4 | 2 | 1 | 1 | 11 | 3  | +8  |
| Pakistán               | 3   | 4 | 1 | 0 | 3 | 2  | 15 | -13 |
| Emiratos Árabes Unidos | 0   | 4 | 0 | 0 | 4 | 6  | 12 | -6  |

| Equipo 1      | Resultado | Equipo 2      |
| ------------- | --------- | ------------- |
| Corea del Sur | 0-1       | China         |
| UAE           | 1-2       | Pakistán      |
| Pakistán      | 0-7       | Corea del Sur |
| Irak          | 0-0       | China         |
| UAE           | 2-3       | Irak          |
| China         | 1-0       | Pakistán      |
| Pakistán      | 0-6       | Irak          |
| UAE           | 2-4       | Corea del Sur |
| Corea del Sur | 0-0       | Irak          |
| China         | 3-1       | UAE           |

## Fase Final

### Semifinales
| Equipo 1 | Resultado   | Equipo 2 |
| -------- | ----------- | -------- |
| Irak     | 0-0 (7-6 p) | Irán     |
| China    | 0-2         | Japón    |

### Tercer Lugar
| Equipo 1 | Resultado   | Equipo 2 |
| -------- | ----------- | -------- |
| China    | 2-2 (6-5 p) | Irán     |

### Final
| Equipo 1 | Resultado  | Equipo 2 |
| -------- | ---------- | -------- |
| Japón    | 1-2 (t.e.) | Irak     |

## Campeón
| Campeonato Juvenil de la AFC 2000 |
| --------------------------------- |
| Bandera de Irak                   |
| Irak 5º Título                    |

## Clasificados al Mundial Sub-20
| - China - Irán | - Irak - Japón |